# La música (Matisse)
La música (La musique) es un cuadro de gran tamaño realizado por Henri Matisse en 1910. El cuadro fue encargado por Sergei Shchukin, que lo colgó junto con La danza también de Matisse en la escalera de su mansión de Moscú. Matisse realizó el cuadro sin bocetos preparatorios, por lo que el cuadro presenta muchas huellas de modificaciones. Prácticamente se pueden seguir los pasos que dio Matisse para encontrar el efecto deseado. Como en La danza, el objetivo era mostrar la consecución por el hombre de un estado de plenitud mediante la inmersión en la creatividad.
La pintura se encuentra actualmente en la colección del Museo del Hermitage en San Petersburgo, Rusia.